# Delphinium nudicaule
Delphinium nudicaule är en ranunkelväxtart som beskrevs av John Torrey och Gray. Delphinium nudicaule ingår i släktet storriddarsporrar, och familjen ranunkelväxter. Inga underarter finns listade i Catalogue of Life.

## Bildgalleri

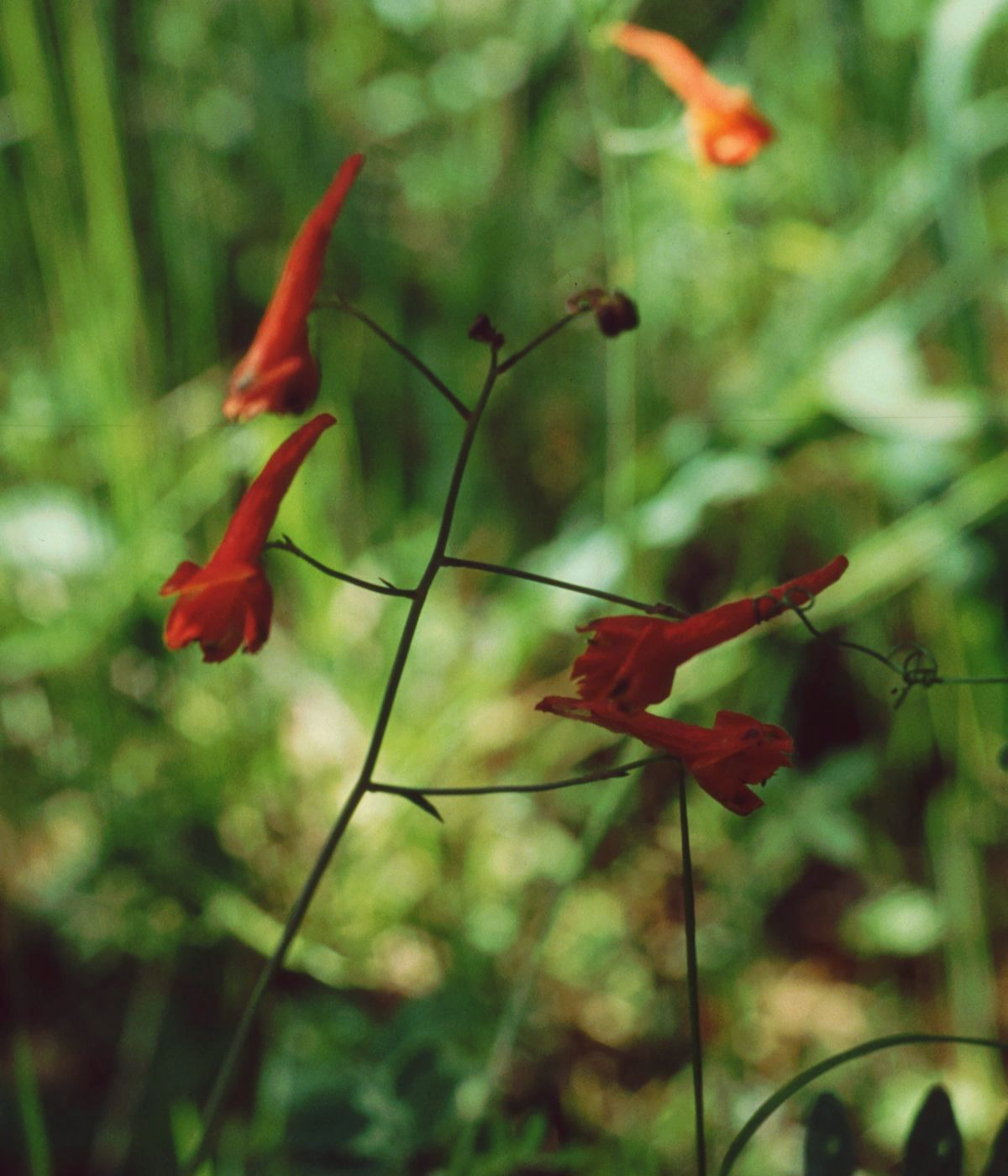
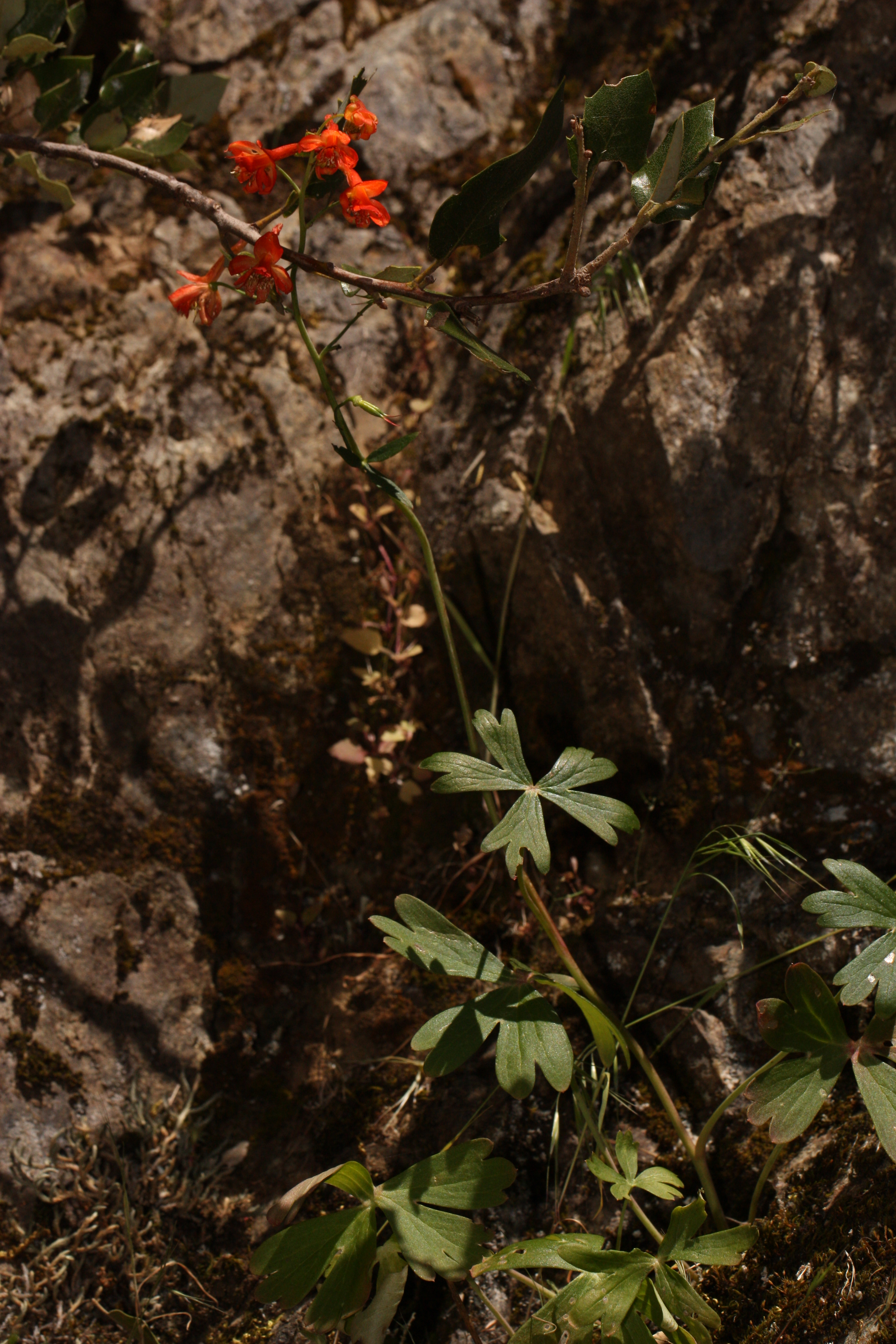
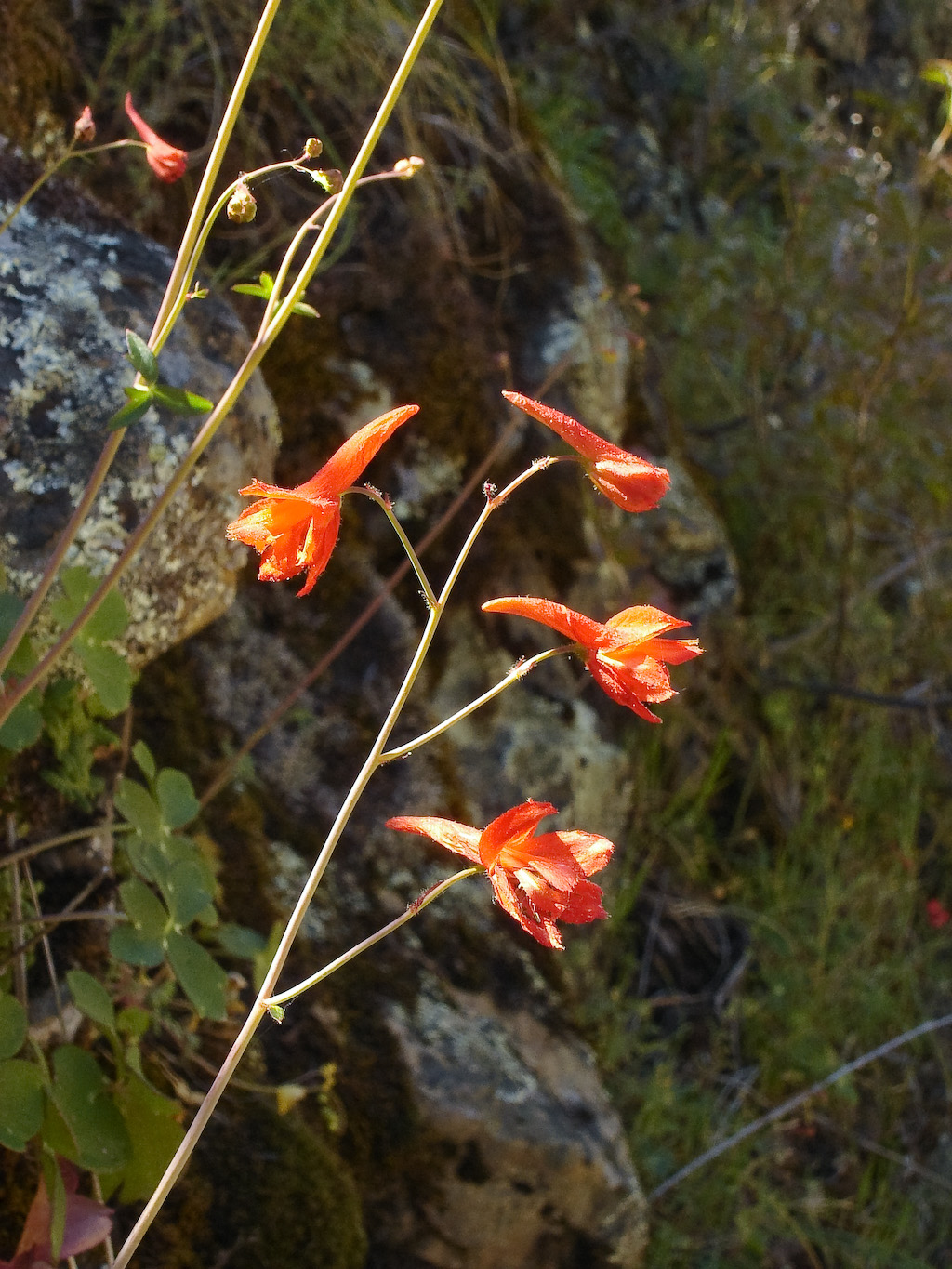